# Discolampa albula
Discolampa albula är en fjärilsart som beskrevs av Grose-smith 1897. Discolampa albula ingår i släktet Discolampa och familjen juvelvingar. Inga underarter finns listade i Catalogue of Life.